# Hans-Werner Osthoff
Hans-Werner Osthoff (* 11. Februar 1911 in Berlin; † 3. Januar 2006 in Starnberg) war ein deutscher Jurist.

## Leben
Hans-Werner Osthoff studierte nach einer kaufmännischen Ausbildung Rechtswissenschaften in Berlin. 1936 wurde er an der Universität Greifswald zum Dr. jur. promoviert. Anschließend wirkte er als Justitiar im Auswärtigen Amt am Abschluss des Handels-, Schifffahrts- und Freundschaftsvertrages mit den USA mit. Von 1939 bis 1945 leistete er Kriegsdienst als Reserve-Offizier im Luftwaffen-Führerstab. Danach war er zunächst als Anwalt in Berlin tätig. 1957 wurde er Mitglied der Geschäftsführung der Röchlingschen Eisen- und Stahlwerke GmbH, 1967 deren Geschäftsführer. 
Er war Lehrbeauftragter an der Universität München und wurde 1970 zum Honorarprofessor an der Universität des Saarlandes ernannt, wo er bis 1974 lehrte. Seine Forschungsgebiete waren u. a. Wirtschaftsrecht, Industriepolitik sowie Energierecht und seine europäischen Dimensionen.
Seine Verbundenheit mit der Universität des Saarlandes dokumentiert sich in der Stiftung der Professor-Dr.-Osthoff-Stiftung, die am 7. Dezember 1990 als Sondervermögen der Universität des Saarlandes errichtet wurde. Sie fördert besondere Forschungsvorhaben und vergibt den Hans-Werner-Osthoff-Preis zur Förderung hervorragender Nachwuchswissenschaftler des Europa-Instituts, Sektion Rechtswissenschaften und des Europa-Instituts, Sektion Wirtschaftswissenschaften, der jährlich vergeben wird.

## Veröffentlichungen
- Der Konsortialvertrag. Beiträge zur rechtlichen Gestaltung des Konsortialgeschäfts. Deutsches Druck- und Verlagshaus, Mannheim u. a. 1936 (= Dissertation).
- Gegenwartsprobleme der Unternehmenspolitik. Heymann, Köln u. a. 1963.
- Die deutsch-russischen Vertragsbeziehungen im Spiegel ihrer Zeit 1878–1978. Francke, Bern, München 1980, ISBN 3-7720-1491-7.